# Lijst van voormalige spoorwegstations in Noord-Brabant
- Aalst-Waalre
- Acht
- Alphen
- Baardwijksche Steeg
- Baarle-Nassau
- Baarle-Nassau Grens
- Batadorp
- Beek
- Berghem
- Berkel-Enschot
- Besoijensche Steeg
- Beugen-Rijkevoort
- Borkel en Schaft
- Budel
- Capelle Nieuwevaart
- Capelle-Vrijhoeve
- Dorst
- Drunen-Heusden
- Drunenschedijk
- Eerde
- Eindhoven Beukenlaan
- Elshout
- Esch
- Etten Vosschendaalschestraat
- Geertruidenberg
- Geffen
- Gestel
- Haps

- Heeze-Leende
- Heidijk
- Heihoek
- Helenaveen
- Helvoirt
- Hoeven
- Hooge Zwaluwe
- Station Kruispunt Beugen
- Kruisstraat
- Kuiksche Heide
- Langeweg
- Leur
- Liempde
- Liesbosch
- Linden-Katwijk
- Maashees-Smakt
- Made en Drimmelen
- Mill
- Moerdijk AR
- Moerdijk SS
- Nemelaer
- Nieuwkuijk
- Nuenen-Tongelre
- Nuland
- Oeffelt
- Olland
- Orthen
- Philipsdorp Zuid

- Princenhage
- Raamsdonk
- Raamsdonksveer
- Riel
- Rosmalen Sprokkelbosch
- Sambeek
- Schijndel
- Seppe
- Sterksel
- Tongelre
- Uden
- Udenhout
- Valkenswaard
- Veghel
- Vlijmen
- Vortum
- Vrouwkensvaart
- Vught-IJzeren Man
- Vught West
- Waalwijk
- Waspik-'s-Gravenmoer
- Woensdrecht
- Woensel
- Wouw
- Zeeland
- Zevenbergschenhoek